# Léon Lamouche
Pour les articles homonymes, voir Lamouche.
Léon Lamouche, né le 8 mai 1860 dans le 11e arrondissement de Paris et mort le 18 juillet 1945 dans le 5e arrondissement de Paris, est un militaire, diplomate et dialectologue français. Ardent défenseur de la paix et du droit des peuples - des minorités - à disposer d'eux-mêmes, ses goûts éclectiques l'amènent à étudier des sujets aussi variés que la législation comparée, l'histoire et sa passion depuis le plus jeune âge - la linguistique - avec notamment l'apprentissage de plusieurs langues de l'Est européen (russe, turc, roumain, bulgare, albanais), le dialecte judéo-espagnol parlé en Orient et la dialectologie romane.
Son engagement personnel et professionnel envers le peuple bulgare ne cessera jamais depuis ses années d'études jusqu'à son dernier jour.

## Cursus
Il obtient son baccalauréat en 1877, puis intègre les classes préparatoires au lycée Saint-Louis de Paris. Classé 58e sur 210 candidats, il intègre l'école polytechnique d'où il ressort diplômé en octobre 1882 et intègre l'école d'application de l'artillerie et du génie à Fontainebleau, puis en 1884 celle d'Arras.
Diplômé de l'école des langues orientales, promu capitaine dès 1887, il devient membre de la Société des langues romanes de Montpellier, membre de la Société de linguistique de Paris, vice-président de la Société de législation comparée de Paris, membre de la Revue des études slaves, membre d'honneur puis membre permanent du Comité France-Orient,, instructeur de la gendarmerie ottomane dans les casas de Serrès et Dimir-Hissar, président de la Société des slavisants, membre correspondant de l'Académie bulgare des sciences,, docteur honoris causa de la faculté de droit de l'université de Sofia,.
Il reçoit l'exequatur de sa nomination en qualité de consul général honoraire de Bulgarie à Paris le 28 novembre 1920,,,,.
Licencié en droit, formé à la langue russe par Louis Léger, il étudie le turc puis est diplômé de langue roumaine à l’École des langues orientales, dont il sera longtemps membre du jury pour le bulgare, le roumain et le turc. En 1926, fidèle à son engagement pour la préservation des cultures et des langues, il participe activement à la création de l'Association des élèves, anciens élèves et amis de l'École des langues orientales (d), en prenant part à la réunion préparatoire et à l’assemblée générale constitutive du 1er juillet 1927, contribuant ainsi à la fondation de cette association dédiée à la solidarité entre les anciens élèves et à la promotion des études orientales.
Né sous le Second Empire, il vit sous la Troisième République et connaît trois guerres contre l'Allemagne sans jamais cesser de plaider pour la paix entre les peuples et le respect des identités culturelles et linguistiques.

### Domaine slave
Il publie en 1892 son ouvrage La Bulgarie dans le passé et le présent, dans lequel il plaide déjà en faveur de l'autodétermination du peuple bulgare,,.
De 1889 à 1896, il est attaché à l'état-major de l'armée française et passe quatre années à Montpellier.
Il professe un cours libre à l'université de Montpellier, intitulé La péninsule Balkanique: esquisse historique, ethnographique, philologique et littéraire, cours qu'il publie en 1899,,.
Il publie en 1903 une analyse comparative de la législation en matière de justice militaire dans les états danubiens, dont il retrace l'histoire, toute récente, mais surtout établit que ces textes sont inspirés des pays pour lesquels ces peuples ont quelques affinités : la France pour la Roumanie, la Russie pour la Bulgarie, l'Allemagne et la Russie pour la Serbie.
Il fait partie de la section française de la mission internationale envoyée en Turquie de 1904 à 1913, pour réorganiser la gendarmerie ottomane en Macédoine,. Il y sera promu au grade de Chef de bataillon et conséquemment caïmacan (lieutenant-colonel) par iradé impérial Ottoman, puis de chef d'état-major du général De Giorgis et chef de la mission européenne pour la réorganisation de la gendarmerie ottomane en Macédoine. Il alerte à temps sur le rôle politique que tentent de jouer les officiers en poste. Il note, dans Quinze ans d'histoire balkanique, que les militaires ottomans perçoivent cette intervention étrangère comme une profonde humiliation pour leur pays. Il publie plusieurs articles au sein de la Revue Macédonienne et porte sur la scène diplomatique internationale, la question de l'identité bulgare de près d'un million de citoyens macédoniens puis yougoslaves, grecs et roumains.
Dans La question albanaise, il prend fermement position en faveur du droit du peuple albanais à disposer de lui-même.

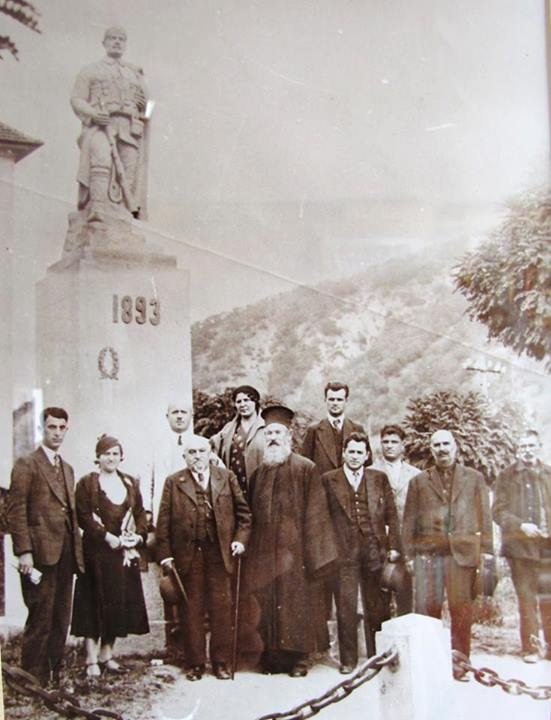
Léon Lamouche devant le Monument au Révolutionnaire Macédonien Inconnu à Gorna Dzhumaya, lors de la célébration du jubile en 1938

La Société de législation comparée publie en 1900 les notes d'études de Lamouche, à qui elle avait confié pour mission de comparer la législation militaire en Roumanie et en Serbie.
Il prend part à la Bataille des Dardanelles, avec notamment des missions militaires à Constantinople et à Thessalonique jusqu'en 1913, date à laquelle il demande à être muté car il refuse de participer à des actions qu'il juge nuisibles au peuple bulgare. Pendant la Première Guerre mondiale, il défend les intérêts de la Bulgarie devant le public français.
Lamouche soutient ouvertement les positions de Justin Godart. Il prend sa retraite de l'armée en 1919 et figure parmi les premiers en France, à critiquer l'iniquité du Traité de Neuilly et tout particulièrement de son article 65, plaidant en faveur de la confiance et du soutien financier au cabinet d'Alexandre Tsankov : « La Bulgarie a été brutalement amputée par le traité de Neuilly, et la séparation des parties vivantes de sa chair est une violation flagrante du principe sacré de l'autodétermination des peuples ».
En 1920, il est témoin au procès consécutif à l'assassinat d'Essad Pacha, dont il souligne les actes de traîtrise, tout à l'opposé des positions du général Sarrail ou encore de Graillé, consul de France à Salonique.
Il enseigne quelque temps le bulgare au sein de la Société pour la propagation des langues étrangères, à partir du 7 décembre 1920. De 1921 au milieu des années 1930, il est consul général honoraire de Bulgarie à Paris. Membre de l'Institut scientifique macédonien, il tient publiquement ses positions en faveur des droits des Roumains et des Bulgares en Macédoine, collabore avec la Revue Macédonienne où il publie plusieurs articles et traduit en français un texte du poète et écrivain bulgare Ivan Vazov.
Il publie en 1932 un ouvrage consacré à l'idéologue ukrainien Mykhaïlo Drahomanov. En août 1933, il devient citoyen d'honneur de la ville de Gorna Djoumaya.

### Dialectologie
Bien que Lamouche ne soit pas linguiste de métier, son article paru dans la revue Romanische Forschungen en 1907 relatif au judéo-espagnol de Salonique, fait encore référence aujourd'hui,,,,,.
Lamouche est aussi l'auteur d'une note sur la classification des dialectes de la langue d'oc qu'il publie d'abord dans les pages de la Revue des Langues romanes, avant de la publier en 1901. Cette note s'inscrit en radicale opposition avec la théorie linguistique dominante, héritée du discours sur les parlers de France donné par Gaston Paris le 26 mai 1888, selon lequel en France, les dialectes n'existent pas, nous parlons tous latin. Lamouche bien que n'étant pas méridional, s'est ainsi positionné, aux côtés de Camille Chabaneau et de la Société des langues fomanes, comme l'un des défenseurs de la légitimité linguistique, littéraire et culturelle occitane.

« Sans chercher à soulever la question de l’existence ou de la non-existence des dialectes, ni à discuter la valeur de cette notion au point de vue théorique, il nous semble que, à un point de vue purement pratique, la nécessité des classifications ne se fait pas moins sentir pour l’étude linguistique d’une région que pour tout autre travail. »

— Léon Lamouche, Note sur la classification des dialectes de la langue d'oc , 26 mai 1900, p. 1.
En 1902, Lamouche publie un essai de grammaire languedocienne consacré aux dialectes de Montpellier et de Lodève, dont il communiquera un exemplaire dédicacé de sa main à Max Léopold Wagner, linguiste de renom qui a lui aussi, étudié le judéo-espagnol de Constantinople. Cet Essai de grammaire languedocienne parait initialement sous forme d'épisodes à partir de 1899 dans le journal La Campana de Magalouna, est publié en 1902 et réédité en 1942.
Ces deux ouvrages de dialectologie romane sont cités en référence par Jules Ronjat. Lors du concours ouvert en 1900, la Société des Langues Romanes accorde à son Essai de Grammaire Languedocienne, le premier prix Boucherie ex-æquo aux côtés du mémoire de Bernard Sarrieu, intitulé Le parler de Bagnères-de-Luchon et de sa vallée.
Le Consistoire Félibréen d'Arles, lors de sa séance du 21 avril 1901, le nomme Sòci dóu Félibrige.

« Une langue considérée dans son état naturel n'est que l'ensemble d'une quantité de parlers locaux, différant plus ou moins les uns des autres mais rattachés par certaines particularités communes qui, en même-temps, les distingue des dialectes compris dans le domaine des langues voisines. L'unité de langage dans une région étendue est un fait artificiel résultant en général de la prédominance acquise par l'un des dialectes, qui s'est imposé comme langue écrite à l'ensemble du pays. Cette prédominance peut résulter de circonstances politiques, comme en France, ou littéraires comme en Italie. »

— Léon Lamouche, Essai de Grammaire Languedocienne, introduction à l'édition de 1902, p. 3.
Nota : le prix Anatole Boucherie fondé par la Société des langues romanes en 1894, d'une valeur de cent francs, est décerné par la faculté des lettres de Montpellier. Il porte sur l'histoire littéraire ou la philologie romane.
Sa bibliographie compte une centaine d'entrées.

### Distinctions
Lamouche est gratifié de nombreuses distinctions, en France et dans de nombreux autres pays. 

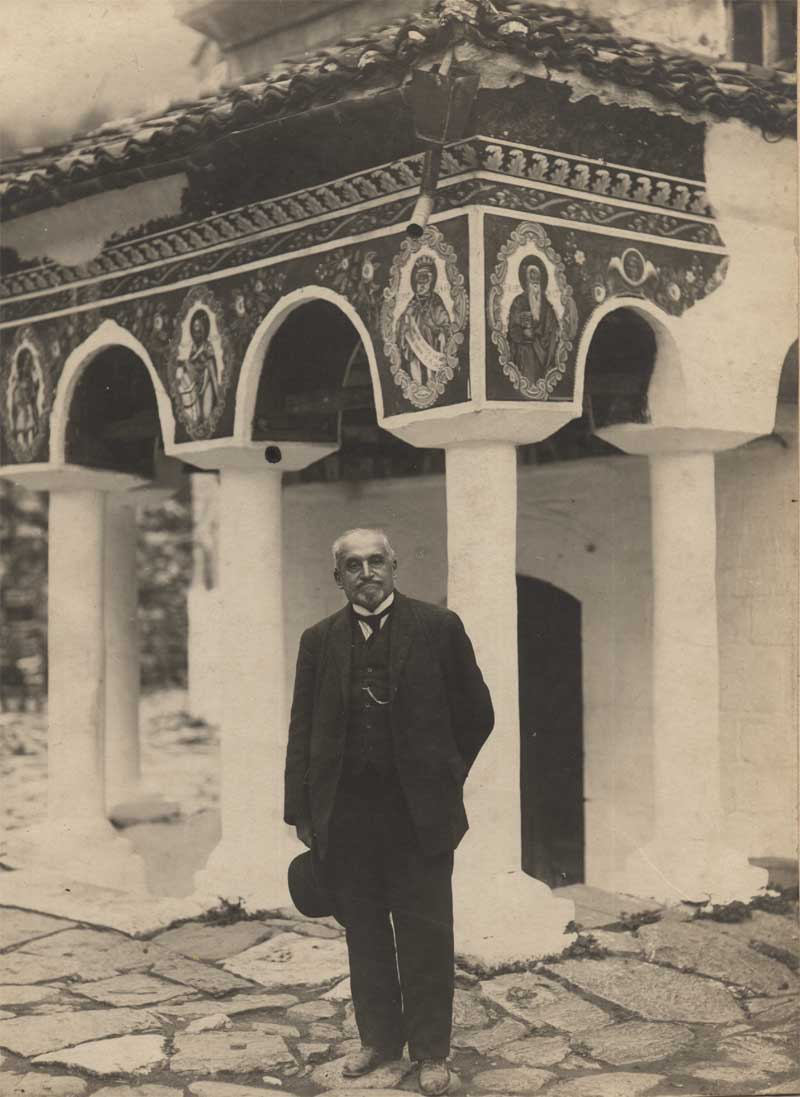
Léon Lamouche devant le monastère de Bachkovo, dans les années 1920.

#### En France
- Chevalier puis Officier de la Légion d’Honneur[57]
- Croix de Guerre
- Officier d'académie
- Officier de l’instruction Publique[58]
- Premier prix Boucherie en 1900 pour son essai de grammaire languedocienne[59], ex-aequo avec Bernard Sarrieu pour son mémoire sur le parler de Bagnères-de-Luchon[5]
- Sòci dóu Félibrige[60],[61]

#### A l'international
- Commandeur de la Couronne d’Italie[62]
- Compagnon de St-Michel et St-George (Grande-Bretagne)
- Commandeur puis Grand-Officier du Mérite Civil et Officier de St-Alexandre (Bulgarie)
- Officier de la Couronne de Roumanie
- Titulaire de la médaille Bene Merenti de première classe (Roumanie)
- Officier de Saint-Sava (Serbie)
- Lieutenant-colonel (caïmacan) de l'Empire Ottoman
- Médaille Liakat[63] (Empire Ottoman)
- Commandeur de l’Osmanié, 3e classe[62] (Turquie)
- Officier du Medjidié, 3e classe[64] (Turquie) en 1895
- Commandeur de Premier Ordre de Danilo (Monténégro)

Nota : du fait de ses titres honorifiques turcs, Lamouche est parfois mentionné sous le nom de Lamouche-Bey,.